# Daniel Naumov
Daniel Genadiev Naumov (Gotse Delchev, 1998. március 29. –) bolgár válogatott labdarúgó, az ÓFI Kréta játékosa, kapus.

## Pályafutása

### Klubcsapatokban
Fiatalon a Ludogorec Razgrad akadémiájára került, itt is mutatkozott be a felnőtt csapatban. 2018-ban kölcsönben szerepelt a Vereya csapatánál. 2019-ben igazolt a CSZKA 1948 Szofija csapatába. 2024. szeptember 10-én az ÓFI Kréta szerződtette.

### Válogatottban
2021. március 31-én mutatkozott be Észak-Írország ellen, egy 2022-es VB selejtező mérkőzésen.

#### Mérkőzései a bolgár válogatottban
megjegyzés Az eredmények a bolgár válogatott szemszögéből értendők.
| #   | Dátum                | Ellenfél        | Eredmény | Kiírás                 | Esemény |
| --- | -------------------- | --------------- | -------- | ---------------------- | ------- |
| 1.  | 2021. március 31.    | Észak-Írország  | 0 – 0    | világbajnoki selejtező |         |
| 2.  | 2021. június 1.      | Szlovákia       | 1 – 1    | barátságos             | 45'     |
| 3.  | 2021. június 8.      | Franciaország   | 0 – 3    | barátságos             |         |
| 4.  | 2022. szeptember 23. | Gibraltár       | 5 – 1    | UEFA Nemzetek Ligája   |         |
| 5.  | 2022. szeptember 26. | Észak-Macedónia | 1 – 0    | UEFA Nemzetek Ligája   |         |
| 6.  | 2022. november 16.   | Ciprus          | 2 – 0    | barátságos             |         |
| 7.  | 2023. március 24.    | Montenegró      | 0 – 1    | Eb-selejtező           |         |
| 8.  | 2023. március 27.    | Magyarország    | 0 – 3    | Eb-selejtező           |         |
| 9.  | 2023. november 16.   | Magyarország    | 2 – 2    | Eb-selejtező           |         |
| 10. | 2023. november 19.   | Szerbia         | 2 – 2    | Eb-selejtező           |         |

## Sikerei, díjai
- Ludogorec Razgrad
  - Bolgár labdarúgó-szuperkupa: győztes (2018–19)